# Passeio Público (Salvador)

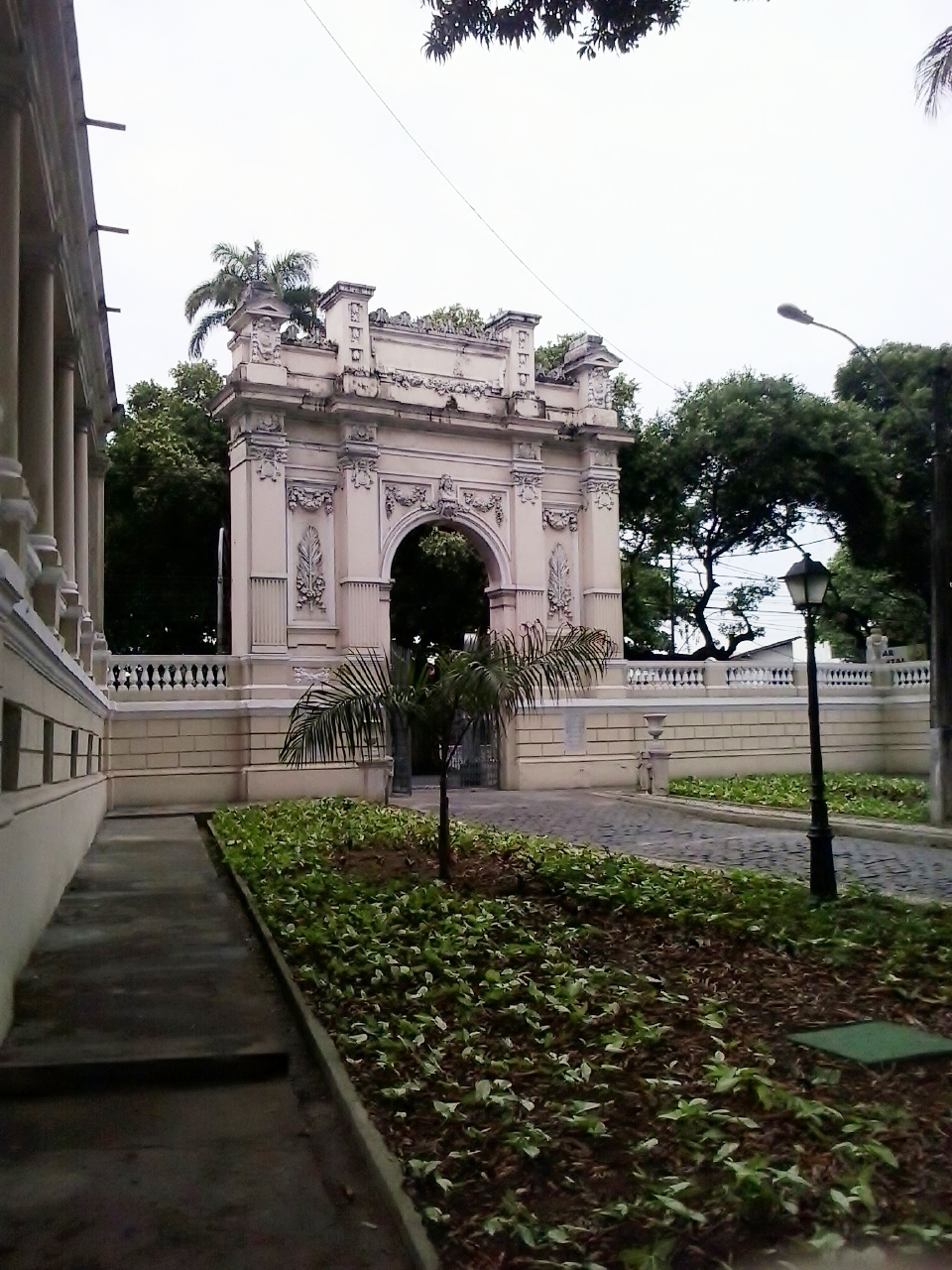
Fundo do portal do Passeio Público

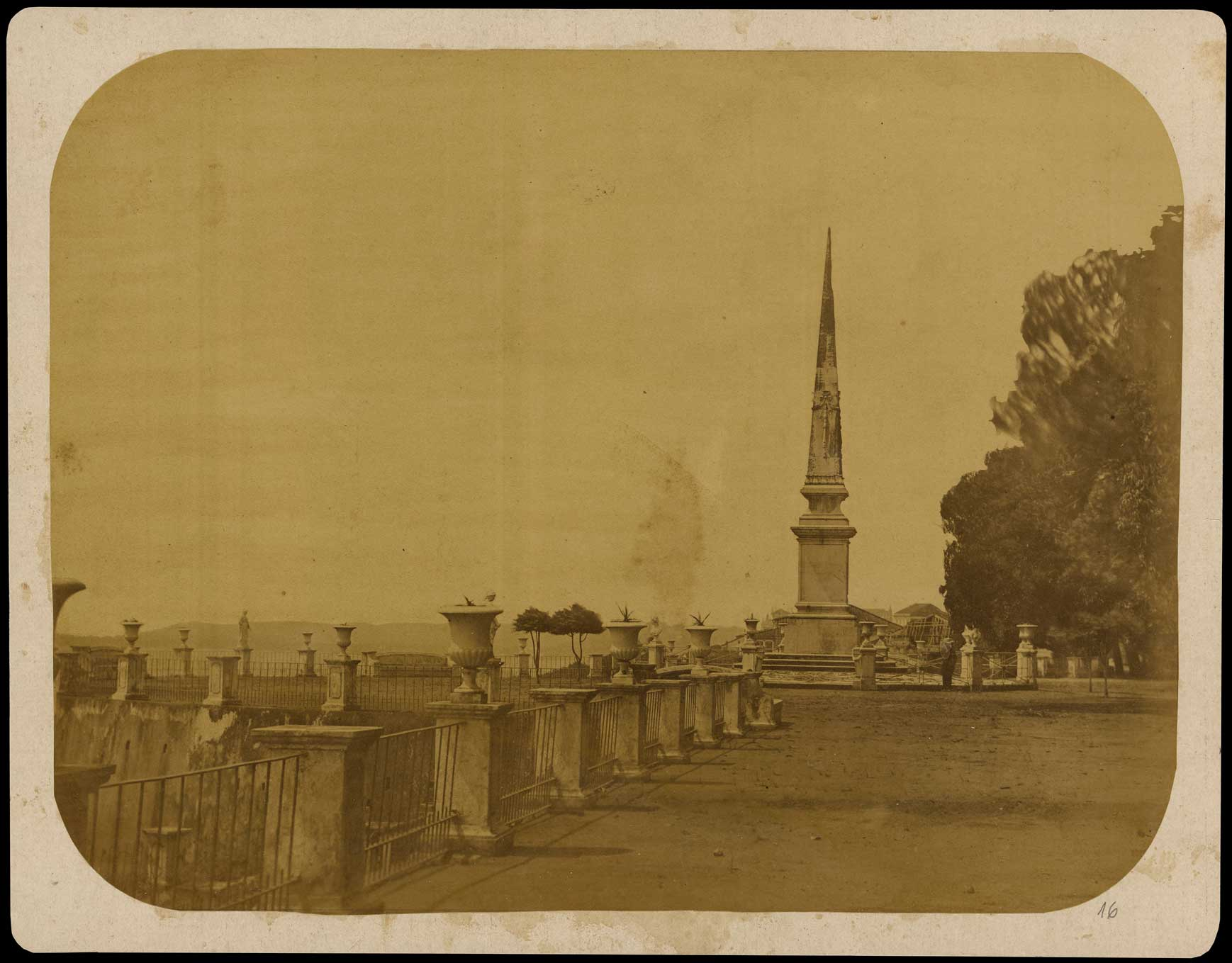
Passeio Público de Salvador (1862)
Fonte: Acervo Digital Afro-Brasileiro (Flickr)

O Passeio Público de Salvador, Bahia, localiza-se ao lado do Palácio da Aclamação.
Apesar de ter passado por restaurações em 2015, em 2023 o local estava abandonado pela administração pública, de forma que funcionava como estacionamento.

## História
Foi inaugurado em 1810 pelo 8º Conde dos Arcos, Dom Marcos de Noronha e Brito, então governador da Bahia (1810 – 1918). Ornado de flores e árvores frutíferas, transforma-se num importante espaço de lazer e local onde aconteciam grandes festas populares. O terreno foi adquirido para esse fim em 1803 pelo governador da Bahia na época,  Francisco da Cunha e Menezes.
Em 1815, foi inaugurado no Passeio Público o primeiro monumento lápide da Bahia: o Obelisco Dom João VI de forma piramidal, em mármore português, comemorativo da passagem do Príncipe Regente (Dom João VI) e da família real portuguesa por Salvador em 1808.
Por ocasião da visita do Imperador Dom Pedro II (1859), foram plantadas no Passeio Público as palmeiras imperiais, seguidamente a construção do coreto, onde se apresentavam as bandas militares nas noites de sexta-feira e nas tardes de domingo.
Em 1913, o governador J. J. Seabra transfere o obelisco para a Praça da Aclamação, ocupando o lugar de outro monumento: o busto do primeiro governador eleito da Bahia (1892 – 1896) – transferido, por sua vez, para o Largo da Vitória. A construção da residência oficial dos governadores reduziu o espaço físico do Passeio Público, ficando separado da Praça da Aclamação por um muro divisório, decorado com bustos femininos.
Na administração do governador Francisco Marques de Góes Calmon (1925) o Passeio Público foi beneficiado com ampla reforma e instalação de um parque infantil. Nas três décadas seguintes, abrigou importantes espaços de arte e cultura: o programa Hora da Criança, do professor Adroaldo Ribeiro Costa; a Galeria Oxumaré, inaugurada em 1952, pelo professor Carlos Eduardo da Rocha; a Boate Manhattam e o Restaurante Perez, em 1955; a primeira companhia teatral profissional da Bahia, "Companhia Teatro dos Novos", sob a direção do professor João Augusto (1959), local cedido pelo governo do Estado para depois abrigar o Teatro Vila Velha (1964).
Após a transferência da residência dos governadores para o “Palácio de Ondina”, o Passeio Público passou a ser alvo dos vândalos: sem segurança e serviços regulares de limpeza e manutenção. As atividades artístico-culturais foram sendo desativadas. Em 1990 o local recebe tratamento e nova reforma. Os bens foram catalogados e registrados, inclusive o “acervo verde” – identificação botânica de todas as espécies vegetais, com a colocação de placas para identificar as 55 árvores ali existentes (15 espécies diferentes entre nativas e exóticas), todas seculares e grande parte plantada antes mesmo da inauguração da área, em 1810.